# 酷寶：魔弦傳說
《酷寶：魔弦傳說》（英語：Kubo and the Two Strings）是一部於2016年上映的美國定格動畫動作奇幻電影，由崔維斯·奈特執導，馬克·海姆斯（Marc Haimes）與克里斯·巴特勒編劇，主要配音員包含亞特·帕金森、莎莉·賽隆、雷夫·范恩斯、魯妮·瑪拉、喬治·武井與馬修·麥康納等人。該片由萊卡公司製作，同時也是該公司獨立製作的第四部動畫長片，劇情主要講述一名日本的小男孩酷寶（Kubo，帕金森配音）尋找傳說中的劍、胸甲及頭盔的旅程。
該片的製片作業於2014年12月開始。《酷寶：魔弦傳說》為萊卡與焦點影業新簽下的三部合作電影中的第一部電影。該片受到日本文化的啟發。劇組成員作了徹底的研究，以確保片中的設計符合日本的文化及歷史。萊卡為了拍攝該片而製作的模型創下了該公司的許多紀錄，如首個完全使用3D列印製作的模型及首個全身覆滿毛的動物模型。電影的配樂由達利歐·馬里安利譜寫。
《酷寶：魔弦傳說》於2016年7月8日在耶路撒冷影展上首映，並於8月19日由焦點影業在美國發行。歐美影評人給予該片的評價多為正面，有影評人認為該片是2016年最佳動畫片，其動畫和配樂都受到褒獎；但也有影評人認為電影相當無聊。該片入圍或榮獲了許多獎項，如第89屆奧斯卡金像獎最佳動畫片獎及最佳視覺效果獎（入圍）等，不過票房不甚理想。該片的DVD及藍光光碟於2016年11月22日發布。

## 劇情
在日本，一名只有右眼的12歲男孩酷寶（Kubo）與生病的母親同住在洞穴中。酷寶能透過彈奏三味線來操控紙折成他所想的形狀。他常到村莊說書來賺錢，其故事圍繞著一名武士半藏（Hanzo）——同時也是酷寶下落不明的父親——的冒險旅程。酷寶並不知道父親出了什麼事，因此始終無法為故事畫下句點。酷寶的母親的病情日益惡化，她一再告誡酷寶不要在太陽下山後逗留在外，否則會被她的兩個妹妹（酷寶的姨妈）及父親月王（Moon King，酷寶的外公，在酷寶小時候奪去他的左眼）發現並奪去僅剩的右眼。
一次，酷寶參加了村裡的盂蘭盆節，人們相信他們能在那天與死去的親人談話。然而，半藏始終沒有出現，酷寶為此感到惱怒，忘記在日落前回家。酷寶的姨妈很快便發現他並展開攻擊。酷寶的母親及時趕到，用盡魔法將酷寶救走，並要他找到三樣寶物——「無堅不摧的劍」、「堅不可摧的胸甲」及「無懈可擊的頭盔」。酷寶在離開前抓下了母親的一搓頭髮。酷寶在遙遠的地方醒來，發現一隻猴子（猴大師）正看著他。猴大師告訴他，酷寶的母親在將他送走的同時賦予他身上的猴子護身符生命。猴大師說，酷寶的母親已死，村子被毀，他們得馬上找到半藏的盔甲。在紙摺出的「小半藏」的指引下，他們開始往盔甲的所在地前進。路上，他們遇見一名被詛咒的武士，他不僅失去了記憶，還被禁錮在甲蟲的身體裡。他相信自己是半藏的部下，願意跟隨酷寶。與此同時，酷寶的姨妈發現了酷寶一行人的蹤跡。
酷寶、猴大師與甲蟲武士在一個由巨大骷髏怪物鎮守的洞窟中取得了「無堅不摧的劍」。接著，他們搭著船到達長湖，在長湖湖底找到了「堅不可摧的胸甲」。酷寶與甲蟲武士游下湖底，酷寶遭到水下的眼球怪物迷惑，同時也發現猴大師就是他母親的轉世。甲蟲武士救起了昏迷的酷寶，並發現好不容易擊敗了酷寶的其中一位姨妈的猴大師身受重傷。他們的船在戰鬥中被破壞殆盡，但酷寶與猴大師利用魔法將船恢復原狀。
一行人到岸上休息，猴大師解釋道，月王派她和她的兩個妹妹去殺死半藏，但她卻愛上了半藏。月王認定她背叛，從此把她當做敵人。當晚，酷寶夢見了一名盲老人，盲老人表示「無懈可擊的頭盔」就藏在半藏的碉堡中。隔天，一行人馬上動身前往半藏的碉堡，但這其實是酷寶的另一位姨妈所設的陷阱。酷寶的姨妈透露，甲蟲武士正是半藏，他們詛咒了半藏，將他禁錮在甲蟲的身體裡。酷寶的姨媽殺死了甲蟲武士，而猴大師則犧牲自己給予酷寶能力。酷寶弄斷了三根弦的其中兩根，擊敗了他的姨妈。小半藏指出，頭盔其實正是村裡的大鐘。酷寶弄斷了最後一根弦，創造出翅膀趕往村子。
在村裡，酷寶拿到了頭盔，並再次遇見了盲老人，盲老人表示自己就是月王。月王表示，酷寶只要交出另一隻眼睛便能永生不死，但酷寶一口回絕。月王變身成一隻巨大的蜈蚣狀怪獸「月亮怪物」，追殺酷寶，將酷寶與眾村民趕進墓園中。這時，酷寶脫下了盔甲，用母親的頭髮、父親的弓弦及自己的頭髮當三味線的弦。酷寶利用三味線召喚出村民的親人的靈魂，並告訴月王，回憶是最強大的魔法，永遠不會被抹滅。酷寶和靈魂用魔法做出了防護罩，月王無法攻破，最終法力盡失，變成了一名失去所有記憶的凡人。在酷寶的鼓舞下，村民們出於同情告訴月王，他是一位大好人，做了許多善事，並接納了他。片尾，酷寶終於能在盂蘭盆節與父母的靈魂談話。

## 角色
- 亞特·帕金森（英语：Art Parkinson）聲演酷寶，失去左眼的小男孩，与母亲住在山洞里相依为命。《酷寶：魔弦傳說》是帕金森配音的第一部電影[6]。帕金森認為，為該片配音最難的部份是要融入角色[6]。

- 莎莉·賽隆聲演猴大師，酷寶母亲的转世。

- 馬修·麥康納聲演甲蟲武士，失去记忆的武士，实为酷寶的父亲半藏。該角色的設計靈感來自於獨角仙[7]。

- 魯妮·瑪拉聲演双胞胎姊妹，酷寶的姨妈，受酷宝外公之命一直在追杀酷宝和他母亲。

- 雷夫·范恩斯聲演月王，酷寶的外公，抢走了酷寶的左眼。

- 布蘭達·瓦卡羅（英语：Brenda Vaccaro）聲演龜代（Kameyo），村裡善良的老奶奶。

- 喬治·武井聲演穗鄉（Hosato），村民之一。

- 田川洋行聲演吉橋（Hashi），村民之一。

- 梅里克·墨菲（Meyrick Murphy）聲演瑪里（Mari），村民之一。

- 野路美苗（英语：Minae Noji）聲演美苗（Minae），村民之一。

- 艾法·高橋（Alpha Takahashi）聲演藍子（Aiko），村民之一。

- 劳拉·米罗（Laura Miro）聲演美帆（Miho），村民之一。

- 竹本建（Ken Takemoto）聲演建（Ken），村民之一。

## 製作

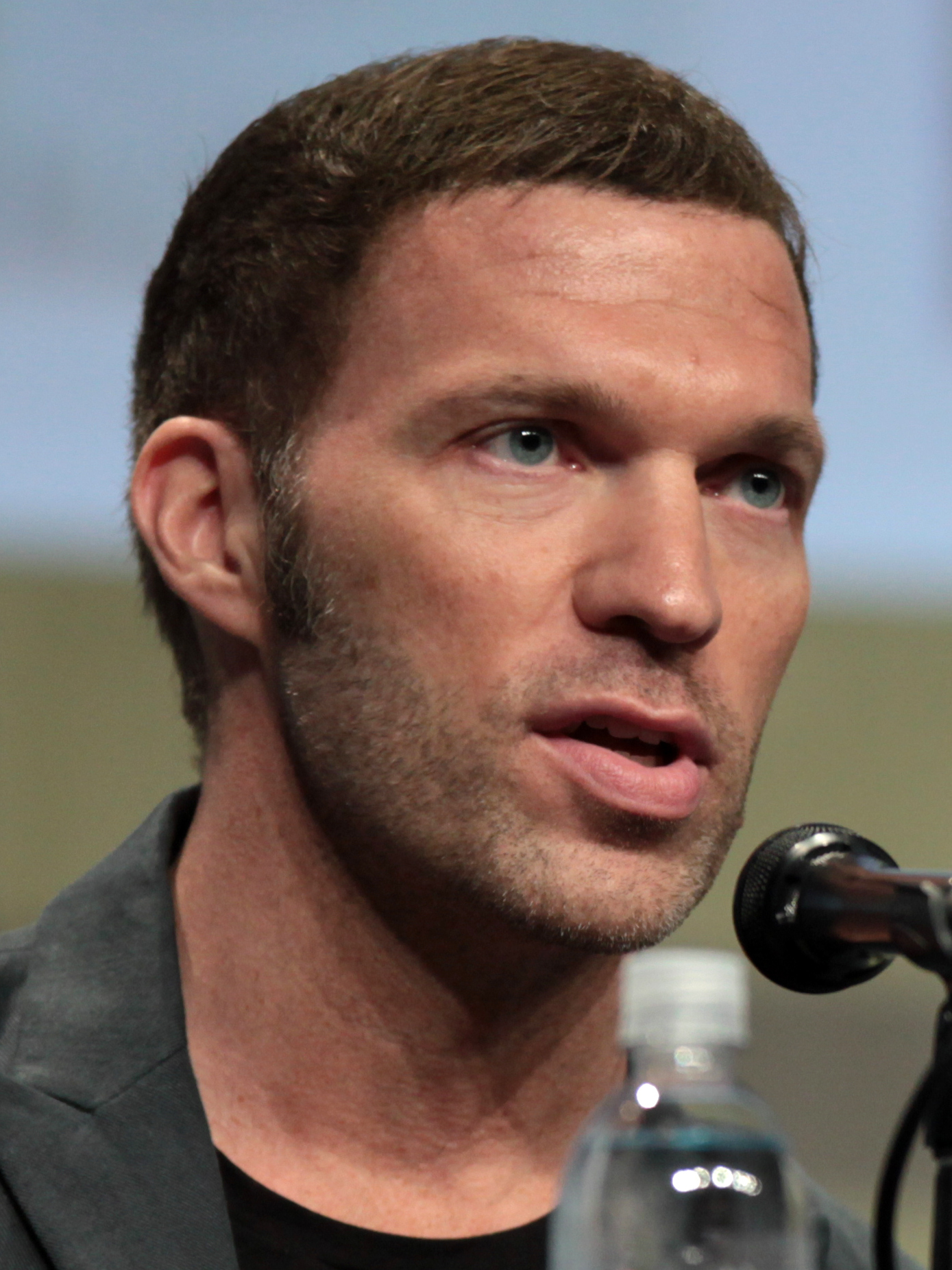
該片為導演崔維斯·奈特的導演處女作

萊卡從他們在拍《派拉諾曼：靈動小子》（2012年）時就開始籌拍該片。2014年12月22日，萊卡和焦點影業宣布，他們將開始製作《酷寶：魔弦傳說》，並由萊卡的首席執行長崔維斯·奈特執導。該片同時也是奈特的導演處女作。馬克·海姆斯（Marc Haimes）與克里斯·巴特勒負責撰寫劇本，奈特也將與阿里安娜·祖特纳（Arianne Sutner）共同擔任監製。《酷寶：魔弦傳說》為萊卡與焦點影業新簽下的三部合作電影中的第一部電影。奈特描述夏儂·廷德爾設計的故事為「定格動畫的武士史詩」。雖然該工作室從未涉足過此一類型的電影，奈特仍對該片抱持極大的熱忱；部分是因為他很喜歡奇幻史詩文學，如J·R·R·托爾金的《魔戒》和C·S·路易斯、李曼·法蘭克·鮑姆與路易斯·卡羅等人的作品，以及日本文化。日本漫畫《帶子狼》也帶給了他啟發。電影的藝術設計取材自日本文化中的水墨畫及摺紙。受到浮世繪的影響，萊卡打算讓電影「看起來就像會動的版畫」。該部分由3D列印公司史特塔西公司提供協助。史特塔西公司允許萊卡使用他們的最新技術，但要求萊卡支付酬勞。該片的主要配音員包括亞特·帕金森、馬修·麥康納、莎莉·賽隆、魯妮·瑪拉、雷夫·范恩斯與布蘭達·瓦卡羅。
喬治娜·海恩斯負責監督木偶的製作。片中的骷髏怪物取材自電影《傑森王子戰群妖》（1963年）中，由雷·哈利豪森製作的骷髏士兵。為了拍攝骷髏怪物的橋段，劇組製作了一個高16英尺（5.5公尺），重400磅的木偶。萊卡表示，該木偶是他們用於拍攝定格動畫所做的木偶中最巨大的一個。因為重量問題，木偶被分為兩部分：軀幹（包含頭部、肋骨和手臂）和腿部。該木偶以超過1,000種不同形狀的骨頭構成，頭骨上插了約70支各式各樣的劍。為了讓木偶活動，萊卡不得不製作一個機器人來操縱它。劇組曾在eBay上買下一具工業機器人，但隨後發現其不適合用於木偶上。甲蟲武士的模型以85個外部裝甲組成。為了製作甲蟲武士的模型，劇組還特地前往美國俄勒岡州波特蘭的美術館觀賞武士展，研究武士盔甲的構造。月亮怪物的模型透過3D列印技術製作。由於三色的3D列印機無法呈現出劇組想要的色澤，因此劇組決定在不同的燈光下拍攝，解決這個問題。月亮怪物同時也是萊卡首個完全使用3D列印製作的角色。猴大師是萊卡製作的首個全身覆滿毛的動物。片中共有66,000張不同的臉。
眼球怪物的模型以實際比例製作，高度達10英尺（245公分）。該模型以全新的動畫技術活動，並可透過遙控器控制。劇組曾打算實際做出六個眼球怪物，但後來選擇只製作一個，只是用不同角度拍攝。劇組給眼球怪物加上了莫瑞效果，以增強其迷幻的效果。製作片中海的部份讓劇組傷透腦筋。劇組決定在會滾動的銅線網罩上布料，使布料表面擺動，看起來就如同波浪一般。劇組還花了許多時間去研究並設計船的搖晃模式。該片的藝術執導由愛麗絲·柏德（Alice Bird）擔任，而美術部分則由尼爾森·洛瑞（Nelson Lowry）負責。劇組成員作了徹底的研究，以確保片中的設計符合日本的文化及歷史，甚至還聘請了一名日本文化專家後藤太郎（Taro Goto）來擔任諮詢顧問。片中角色的服裝由黛博拉·庫克（Deborah Cook）設計。劇組用雷射雕刻來呈現出古代服裝的縫紉方式。該片的視覺總監由史蒂芬·艾默森（Steve Emerson）擔任。全片一共花了5年製作，劇組表示該片是他們拍過最困難的一部電影。

## 音樂
| 評論得分 | 評論得分 |
| 來源     | 評分     |
| -------- | -------- |
| AllMusic | 4/5颗星  |

該片的配樂部分由達利歐·馬里安利負責。《酷寶：魔弦傳說》是馬里安利繼《怪怪箱》（2014年）之後二度為萊卡譜曲的電影。配樂融入了三味線、尺八、太鼓及日本箏等樂器。《酷寶：魔弦傳說》的配樂在Air Studios錄製。該片的原聲帶於2016年8月5日由華納兄弟唱片公司同時發布數位版本及實體CD。除了由馬里安利譜寫的原創配樂外，片中還出現了披頭四樂團的《當我的吉他輕輕地哭泣》。該首歌曲由身為披頭四樂迷的崔維斯·奈特選上放入片中。
| 曲目列表 | 曲目列表                                | 曲目列表 |
| 曲序     | 曲目                                    | 时长     |
| -------- | --------------------------------------- | -------- |
| 1.       | The Impossible Waves                    | 2:37     |
| 2.       | Kubo Goes to Town                       | 1:25     |
| 3.       | Story Time                              | 2:10     |
| 4.       | Ancestors                               | 2:07     |
| 5.       | Meet the Sisters!                       | 2:22     |
| 6.       | Origami Birds                           | 3:25     |
| 7.       | The Giant Skeleton                      | 3:30     |
| 8.       | The Leafy Galleon                       | 4:36     |
| 9.       | Above and Below                         | 3:59     |
| 10.      | The Galleon Restored                    | 1:06     |
| 11.      | Monkey's Story                          | 2:57     |
| 12.      | Hanzo's Fortress                        | 5:45     |
| 13.      | United-Divided                          | 3:01     |
| 14.      | Showdown with Grandfather               | 7:04     |
| 15.      | Rebirth                                 | 1:33     |
| 16.      | 當我的吉他輕輕地哭泣（蕾吉娜·史派克特） | 5:23     |
| 总时长： | 总时长：                                | 53:11    |

## 上映與市場營銷
《酷寶：魔弦傳說》於2016年8月19日由焦點影業在美國發行。該片於2016年7月8日在耶路撒冷影展上首映，並於8月13日在墨爾本國際影展上展出。該片的前導預告於2015年12月發布，而首支正式預告則於2016年1月推出，接著片方又陸續釋出三支預告。營銷方面，萊卡與漢堡王合作，推出《酷寶：魔弦傳說》的兒童玩具。美國電影協會（MPAA）以「該片的題材、片中的恐怖畫面及打鬥和冒險橋段」為由將電影評為PG級，意味著有些內容可能不適合兒童，建議家長可同時進行指導。

## 反響

### 評價
《酷寶：魔弦傳說》獲得了多數影評人的好評。爛蕃茄上收集的188篇專業影評文章中，有182篇給予該片「新鮮」的正面評價，「新鮮度」為97%，平均得分8.4分（滿分10分），該網站對電影的共識性評價寫道「《酷寶：魔弦傳說》與令人驚艷的動畫相輔相成，帶給了所有年齡層的觀眾一些有價值的東西」，而基於另一影評匯總網站Metacritic上的38篇評論文章，其中35篇予以好評，無差評，3篇褒貶不一，平均分為84（滿分100），綜合結果為「普遍良好的評價」。據CinemaScore進行的調查，觀眾的平均評價於A+至F間落於「A」。
RogerEbert.com的克里斯蒂·萊米爾給予該片3.5顆星（滿分4顆）的評價，表示「除了亮眼的定格動畫及使人激動萬分的配樂外，《酷寶：魔弦傳說》中最令人印象深刻的元素之一是其給予觀眾的鼓舞，特別是年輕族群的觀眾們」。IGN的影評人薩曼莎·拉德維格（Samantha Ladwig）給出了7.5分（滿分10分）的分數，稱該片「黑暗、反常且有點恐怖，但也有著幽默、愛與勵志的成分」。IndieWire的大衛·艾爾瑞奇（David Ehrlich）給予該片「A」的評價，稱其「絕美且真誠」，並認為《酷寶：魔弦傳說》「是2016年最棒的動畫片」。
相反的，《新聞日報》的影評人雷夫·高茲曼（Rafer Guzman）給予該片2顆星（滿分4顆）的評價，並批評了該片的劇情：「身為一部以敘事為主的電影，《酷寶：魔弦傳說》令人無法理解」。儘管如此，高茲曼仍稱讚了該片的背景及視覺效果。《衛報》的喬丹·霍夫曼（Jordan Hoffman）打出了2顆星（滿分5顆）的差評，認為《酷寶：魔弦傳說》「令人難以置信的無聊」，且其「在視覺水平上沒有太大的要求」。
2023年8月，爛番茄整理出「2010年代最佳50部動畫電影排行榜」，《酷寶：魔弦傳說》名列該榜單的第9名。

### 票房
截至下檔日，《酷寶：魔弦傳說》在美國及加拿大地區共累積了4,802萬美元的票房，加上來自其他地區的2,952萬美元，全球票房共計7,754萬美元，而其製片預算則是6,000萬美元。該片為當時萊卡出品的五部電影（含《地獄新娘》）中票房最低的一部，不甚理想的票房成績甚至使莱卡亏损。
在美國與加拿大，該片與同期上映的《火線掏寶》及《賓漢》共同競爭，外界估計該片將在首映週末透過3,260家電影院收穫1,200萬至1,500萬美元的票房。該片在星期四的午夜場收穫515,000美元。《酷寶：魔弦傳說》在首映當天的票房為410萬美元，比起萊卡出品的其他幾部電影《第十四道門》（2009年，440萬美元）、《派拉諾曼：靈動小子》（2012年，460萬美元）及《怪怪箱》（2014年，492萬美元）稍顯遜色。電影在首映週末共獲得1,260萬美元的票房，名列當週第四。該成績使該片成為萊卡出品的電影中首週末票房最差的一部。Deadline.com指出，由於該片在初秋上映，因此其票房有望達到5,000萬美元，與萊卡的另外兩部電影《派拉諾曼：靈動小子》及《怪怪箱》不相上下。該片最終以4,802萬美元的票房收官。
除了北美以外，該片前五大的市場分別為中國（618萬美元）、英國（407萬美元）、法國（277萬美元）、西班牙（184萬美元）及澳大利亞（155萬美元）。在北美以外地區的收入加總起來為2,952萬美元。在香港，該片的總票房為108萬港幣。

### 榮譽
在第89屆奧斯卡金像獎頒獎典禮上，該片入圍了最佳動畫片獎及最佳視覺效果獎。《酷寶：魔弦傳說》為繼《聖誕夜驚魂》（1993年）後第二部獲最佳視覺效果提名的動畫片。此外，該片還獲得英國電影學院獎最佳動畫電影獎、國家評論協會獎最佳動畫電影獎、華盛頓特區影評人協會獎最佳動畫長片獎、聖地牙哥影評人協會獎最佳動畫電影獎、芝加哥影評人協會獎最佳動畫電影獎、佛羅里達影評人協會獎最佳動畫電影獎、奧斯汀影評人協會獎最佳動畫電影獎及休斯頓影評人協會獎最佳動畫長片獎等，並入圍安妮獎最佳動畫長片獎、衛星獎最佳動畫或混合媒體獎及帝國獎最佳動畫電影獎。

## 家庭媒體
《酷寶：魔弦傳說》的數位下載版於2016年11月8日發布，而DVD及藍光光碟則於同年11月22日上市，其中包含有多則講述製片歷程的特別收錄。截至2020年7月，該片已在家庭媒體方面收穫了約1,014萬美元的收益。

## 外部連結
- 官方网站
- 互联网电影数据库（IMDb）上《酷寶：魔弦傳說》的资料（英文）
- 爛番茄上《酷寶：魔弦傳說》的資料（英文）
- Metacritic上《酷寶：魔弦傳說》的資料（英文）
- Box Office Mojo上《酷寶：魔弦傳說》的資料（英文）
- AllMovie上《酷寶：魔弦傳說》的资料（英文）
- 開眼電影網上《酷寶：魔弦傳說》的資料（繁體中文）
- 豆瓣电影上《酷寶：魔弦傳說》的資料 （简体中文）
- 时光网上《酷寶：魔弦傳說》的資料（简体中文）